# Ryszard Wieczorek (muzykolog)
Ryszard Wieczorek (ur. 29 kwietnia 1956 w Ostrzeszowie) – polski muzykolog, profesor nauk humanistycznych, nauczyciel akademicki Uniwersytetu im. Adama Mickiewicza w Poznaniu.

## Życiorys
W 1980 ukończył studia muzykologiczne w Instytucie Historii Sztuki UAM. Od 1980 pracował na macierzystej uczelni, w Zakładzie (od 2001 Katedrze) Muzykologii Instytutu Historii Sztuki. W 1990 na podstawie rozprawy pt. Rola poetyki humanistycznej w kształtowaniu włoskiej muzyki wokalnej I połowy XVI wieku napisanej pod kierunkiem Mirosława Perza uzyskał na Wydziale Historycznym UAM stopień naukowy doktora nauk humanistycznych w dyscyplinie historia specjalność: historia i teoria muzyki. Tam też na podstawie dorobku naukowego oraz monografii pt. „Musica figurata” w Saksonii i na Śląsku u schyłku XV wieku. Studia nad repertuarem kodeksów menzuralnych Berlin 40021, Leipzig 1494 i Warszawa 5892 otrzymał w 2003 stopień doktora habilitowanego nauk humanistycznych dyscyplina: historia specjalność: muzykologia. W 2015 nadano mu tytuł profesora nauk humanistycznych.
Został profesorem nadzwyczajnym w Instytucie Muzykologii Wydziału Historycznego Uniwersytetu im. Adama Mickiewicza w Poznaniu, od 2005 jest kierownikiem Katedry Muzykologii na tym wydziale.
W 2007 został członkiem Komitetu Nauk o Sztuce PAN.
W 2019 został członkiem Rady Doskonałości Naukowej I kadencji w dyscyplinie nauki o sztuce.
Jest członkiem Poznańskiego Towarzystwa Przyjaciół Nauk oraz Związku Kompozytorów Polskich.